# Аугзбург
Аугзбург град је и општина у немачкој савезној држави Баварска. Град је седиште управног подручја Швабија. После Трира, Аугзбург је други најстарији град Немачке. После Минхена и Нирнберга трећи је по величини у Баварској. Број становника је око 265.000. Овде се налази ФК Аугзбург.

## Историја
Данашњи назив града потиче од имена римског насеља Augusta Vindelicorum, које је као војни логор основао римски цар Август око 14. године п. н. е.
Град су уништили Хуни у 5. веку, Карло Велики у 8. веку, Велф од Баварске у 11. веку. Сваки пут град се поново уздизао из рушевина.
Аугзбург је постао слободни царски град 9. марта 1276. Године 1331. прикључио се Швапском савезу. Захваљујући стратешком положају на трговинским путевима према Италији, постао је центар трговине и производње тканина. У граду је велику моћ стекла породица банкара Фугер. Ова породица је подигла један део града, и наменила га за живот сиромашних грађана - Фугерај (Fuggerei), 1516. Ова градска четврт постоји и данас.
У граду је склопљен Аугзбуршки мир, који су потписали Карло V и снаге протестантског Шмалкадског савеза 1555, а тим споразумом окончано је насиље између лутерана и католика у Немачкој и изједначена су права католика и лутерана. После Аугзбуршког мира 1555, била су заштићена права религијских мањина у царским градовима. Мешовито католичко-протестантско градско веће је владало овим градом са већинским протестантским становништвом. До Тридесетогодишњег рата (1618—1648), одржаван је религијски мир. Цар Фердинанд II је 1629. објавио Едикт о Реституцији, по којем су градску власт преузели искључиво католици. Ово стање је трајало до априла 1632, када је шведска армија краља Густава Адолфа заузела Аугзбург без отпора. Католичка армија је потом опседала град 1634–5, при чему су хиљаде људи умрли од глади и хладноће.
Ови трагични догађаји, уз откриће Америке, и развој прекоокеанске трговине, допринели су смањењу значаја Аугзбурга. Када је 1806. расформирано Свето римско царство, град је постао део краљевине Баварске.
У 19. веку, Аугзбург је добио на значају развојем индустрије памучних и вунених тканина, машиноградње, индустрије ацетилена, папира, коже и јувелирства.
Аугзбург је једини немачки град са сопственим законским празником. То је Аугзбуршки дан мира (Friedenfest) који се обележава 8. августа.

## Географски и демографски подаци
Општина се налази на надморској висини од 494 метра. Површина општине износи 146,9 km². У самом мјесту је, према процјени из 2010. године, живјело 263.313 становника. Просјечна густина становништва износи 1.793 становника/ km². Посједује регионалну шифру (AGS) 9761000, NUTS (DE271) и LOCODE (DE AGB) код.

## Међународна сарадња
| Мјесто    | Држава               | Врста сарадње | Од    |
| --------- | -------------------- | ------------- | ----- |
|           | Француска            | партнерство   | 2000. |
| Дејтон    | САД                  | партнерство   | 1964. |
| Ровно     | Украјина             | контакт       | 2000. |
| Нагахама  | Јапан                | партнерство   | 1959. |
| Амагасаки | Јапан                | партнерство   | 1959. |
| Инвернес  | Уједињено Краљевство | партнерство   | 1956. |
| Бурж      | Француска            | партнерство   | 1967. |
| Либерец   | Чешка                | партнерство   | 2000. |
| Јинан     | Кина                 | партнерство   | 2004. |
| Извор     |                      |               |       |

## Познате личности
- Бертолт Брехт, књижевник
- Рудолф Дизел, изумитељ
- Ханс Холбајн Старији, сликар
- Ханс Холбајн Млађи, сликар
- Јакоб Фугер, банкар и социјални активиста (оснивач Фугераја)
- Леополд Моцарт, композитор и отац Волфганг Амадеус Моцарта